# جوزيف ميريك
جوزيف ميريك (بالإنجليزية: Joseph Merrick)‏ (5 أغسطس 1862-11 أبريل 1890) هو رجلٌ إنجليزي كان يُعاني من تشوّهاتٍ خلقية شديدة سببها متلازمة بروتيوس. ظهر جوزيف لأول مرّة في غرض غرائب وعُرف باسم الرجل الفيل (بالإنجليزية: The Elephant Man)‏.

## حياته
وُلد لأب وأم طبيعيين وكان عنده أخ وأخت. في عمر السنتين، بدأت تظهر عليه أعراض تشوهات ونتوءات في الجسم والوجه والرقبة وتضخم الفم والشفة واللسان لدرجة أنه كان يصعب عليه الكلام ومن ضخامتهم كان يشبه الفيل وأطلقوا عليه (الرجل الفيل). كان الأطفال ينفرون منه ويرمونه بالحجارة ويسخرون من شكله، إضافة إلى أنهم ابتدعوا عليه إشاعة مؤلمة مفادها أن والدته اعتدى عليها فيل في السيرك ولذلك ولد بشكل يشبه الفيل. وكان يركض إلى والدته ويبكي في حضنها، وكانت تحبه جدا وتمده بالعطف والحنان، فكانت بالنسبة إليه ملجأ الأمان. ولما أصبح عمره 11 سنة ماتت والدته وتركته يواجه العالم وحده. والده كان سكيرًا وكان يعامله بقسوة، وبعدها تزوج وأصبحت زوجة أبيه الجديدة تعامله بمنتهى السوء. وأصبح في الشارع بدون مأوى يواجه الحياة القاسية. وبعدها وضُع في ملجأ للمشردين وأصبحت حياته أسوء من الشارع والذي رجع إليه مرة أخرى.
رآه صاحب سيرك فأخذه ووضعه في قفص ليشاهدوه الناس. وبدأ يلف به المدن، وكسب صاحب السيرك مبالغ رهيبة. وأثناء العرض، كانت الناس تضحك عليه وتشتمه وترميه بالحجارة والطماطم وينادوه (المسخ). وبعدها أوقفت بريطانيا سيرك المسوخ ورجع للشارع مرة أخرى. إلى أن قابل بالصدفة طبيب اسمه تريفيس وتعاطف معاه وعرض مساعدته لجوزيف، في البداية جوزيف رفض وبعدها وافق بعد معاناته من التشرد. وسمعت الملكة ڤيكتوريا عن معاناة جوزيف. وأعطت الدكتور تريفيس جميع الصلاحيات لإيوائه في مستشفى في بريطانيا. مع جميع سبل الراحة له، حيث وفروا له السرير الدافئ والوجبات الساخنة والرعاية الصحية وجميع متطلباته. وأصبح جميع العاملين في المستشفى يتقربون إليه ويحبونه. كما أنه كان يجيد القراءة والكتابة في وقت كانت بريطانيا غارقة في الأمية. وكان مثقف جدا وقارئ ومحلل ممتاز لروايات شكسبير وكان يكتب الروايات والشعر ويصنع المجسمات الهندسية المتقنة.

## وفاته
كانت نهايته حزينة حيث دخلوا عليه الغرفة وكان مستلقِ على ظهره، وهو لم يكن يستطيع النوم إلا على جنبه من كبر حجم رأسه فاستلقى على ظهره واختنق ومات في عمر 28 سنة.